# Vantiva
« L'entreprise Thomson » redirige ici.  Pour la marque Thomson, voir Thomson (marque).
Pour les articles homonymes, voir Technicolor.
Ne doit pas être confondu avec Technicolor Motion Picture Corporation.
Vantiva, anciennement Thomson puis Technicolor, est une entreprise française spécialisée dans la conception et la fabrication de systèmes d'accès à internet haut débit et de vidéo et d'effets visuels destinés aux opérateurs de réseaux et autres distributeurs de contenu.
Vantiva est l'héritière du groupe Thomson en France. Au début du XXe siècle filiale française d'un groupe américain et spécialisée dans les équipements de production et de distribution d'électricité, Thomson a évolué au fil de multiples rachats et fusions pour s'orienter vers la fabrication de matériels électroniques et audiovisuels. Les liens qui la rattachaient aux États-Unis sont coupés dans les années 1950. Connu notamment pour ses téléviseurs à partir des années 1960, Thomson partage dans les années 1980 ses activités entre deux grands secteurs : l'électronique grand public et les équipements professionnels à vocation militaire. Cette dernière branche est rattachée à sa propre entité Thomson-CSF (nom issu d'une fusion réalisée en 1968) et deviendra en 2000, un groupe indépendant dénommé Thales. L'autre branche, rebaptisée Thomson Multimédia en 1995, produit initialement du matériel électronique grand public, mais les difficultés rencontrées l'éloignent par la suite de ce secteur. À partir de 2005, elle se recentre uniquement sur les services et les équipements électroniques professionnels destinés au secteur des médias et du divertissement. En 2010, l'entité prend le nom Technicolor, du nom de sa filiale américaine spécialisée dans le traitement d'image. En septembre 2022, à la suite d'une opération de séparation de la division d'effets visuels Technicolor Creative Studios (désormais Technicolor Group), l'entreprise prend le nom de Vantiva.
Vantiva opère à travers quatre divisions distinctes :
- Connected Home fabrique des modems haut débit et des décodeurs Android TV.
- HomeSight propose des solutions qui soutiennent les prestataires de soins à domicile et de santé à domicile, en leur permettant d’offrir des soins personnalisés, préventifs et économiques à distance, directement au domicile de leurs clients.
- Smart Spaces fournit des systèmes de surveillance pour les installations de self-stockage.
- Vantiva a acquis Home Networks de CommScope[4] le 2 janvier 2024 et a cédé sa division Supply Chain Solutions en avril 2025[5].

## Histoire
En 1883, Elihu Thomson et Edwin Houston s'associent pour créer une importante société d’électricité spécialisée dans un premier temps dans la construction de dynamos et de moteurs à courant continu puis alternatif par la suite, la Thomson-Houston Electric Company, basée aux États-Unis et disposant de filiales internationales. En 1892, la fusion de Thomson-Houston et Edison General Electric Company donne naissance à General Electric. En 1893, la Compagnie française pour l'exploitation des procédés Thomson-Houston (CFTH) est créée. Elle est chargée d'exploiter en France les brevets de la Thomson-Houston Electric Corporation dans le domaine alors émergeant de la production et du transport de l'électricité.
En 1919, Radio Corporation of America (RCA) et, en France, la Compagnie générale de la télégraphie sans fil (CSF) sont créées[réf. nécessaire]. En 1922, Thomson rachète à la famille de Fenoyl la Société nouvelle de la Manufacture de porcelaine de Sainte-Foy-l'Argentière laquelle disposait d'un brevet sur les isolateurs électriques en porcelaine[réf. nécessaire]. En 1928, Thomson-Houston fusionne avec une partie de la SACM pour former une nouvelle entreprise. Ce sera Als-Thom, contraction d'ALSace-THOMson, société de construction électro-mécanique[réf. nécessaire]. En 1932, création de la marque Ducretet Thomson, par intégration de Ducretet-Roger.
En 1955, la CFTH devient française, puis change de nom en 1966 pour devenir Thomson-Brandt, à la suite de sa fusion avec la compagnie Hotchkiss-Brandt[réf. nécessaire]. En 1966, RCA ouvre une usine de tubes cathodiques[réf. nécessaire]. En 1967, Thomson-Brandt fusionne l'ensemble de ses activités d'électronique professionnelle avec la CSF. La nouvelle entité est baptisée Thomson-CSF en 1968, et Thomson-Brandt se focalise uniquement sur l'électronique grand public (téléviseurs, électroménager sous marques Brandt et Thomson). En 1976, Thomson-CSF prend le contrôle des sociétés téléphoniques Ericsson et Le Matériel téléphonique (LMT).

### Nationalisation
En 1982, Thomson-Brandt et Thomson-CSF sont nationalisés par le gouvernement français. En 1983, les deux entreprises sont regroupées sous le nom de Thomson. Le conglomérat qui fabrique aussi bien des lampes, des téléviseurs, de l'électroménager, des systèmes militaires, qui emploie alors plus de 100 000 employés, est proche de la faillite avant sa nationalisation en 1982. À cette époque, le groupe s'organise autour de deux pôles :
- Le pôle orienté électronique grand public, qui deviendra Thomson Consumer Electronic Company (TCE) en 1987 (rebaptisé Thomson Multimedia en 1995), sera dissocié du groupe en 1999 et rebaptisé simplement Thomson en 2002.
- Thomson CSF, spécialisé dans l'électronique professionnelle à vocation essentiellement militaire.

En 1986, General Electric cède à Thomson les droits d'exploitation de sa marque RCA. Le PDG Alain Gomez désengage Thomson des télécoms, de l'électroménager et autres activités trop périphériques pour racheter le fabricant de télévisions américains RCA. Les États-Unis sont alors le premier pays de ventes de téléviseurs et RCA est détenteur d'un riche amas de brevets, mais l'État n'ayant pas recapitalisé l'entreprise, celle-ci est très endettée et compte 14 milliards de francs de dettes quand Alain Gomez est licencié en 1996.
En 1992, le secteur électroménager est cédé à l'italien El.Fi, filiale du groupe italien Elettro Finanziaria (connu par sa marque Zanussi). En 1995, Thomson Consumer Electronics est rebaptisé Thomson Multimedia (TMM).

### Privatisation

Logo de Thomson Multimédia à la fin des années 1990.

En 1996, le Premier ministre français Alain Juppé souhaite vendre au groupe Daewoo l'entreprise publique Thomson Multimédia, officiellement « très endettée », contre 1 franc symbolique après sa recapitalisation par l'État à hauteur de 11 milliards de francs. Toutefois, cette vente n'aura pas lieu. En octobre 1997, le gouvernement décide de regrouper autour de Thomson CSF, dans le cadre d'un partenariat stratégique avec Alcatel, les activités d'électronique spatiale et de défense et les activités de communications militaires d'Alcatel, les activités d'électronique professionnelle et de défense de Dassault Électronique, ainsi que les activités satellitaires d'Aérospatiale.
Après une recapitalisation de 1,7 milliard en 1997 et sa séparation d'avec Thomson-CSF, le duo Thierry Breton - Frank E. Dangeard rachète des sociétés audiovisuelles professionnelles (Technicolor, Grass Valley…), mais les entités restent indépendantes et ne dégagent pas de synergies. Le groupe abandonne l'électronique grand public voyant avec raison la fin du tube cathodique, mais sans exploiter ses technologies très avancées dans les écrans plats OLED et les écrans plasma. De même, il abandonne trop vite en 1998 l'expérience du Lyra, baladeur numérique lancé trois ans avant les iPod. Le désengagement de la filière cathodique n'est pas total en raison de la faillite du repreneur chinois. En 1999, Thomson Multimedia ouvre son capital. En décembre 2000, Thomson-CSF devient Thales.
En 2001, Thomson acquiert Philips Broadcast, la division télédiffusion de Philips. En 2003, l’État français vend ses dernières participations dans Thomson. L'accumulation des difficultés et de fortes pertes mène le groupe au bord du gouffre. En 2004, Thomson rachète au groupe de télévision privé ITV le studio de postproduction Moving Picture Company (MPC) spécialisé dans les effets visuels pour le cinéma et le film publicitaire.
En 2005, Thomson cède ses activités téléviseurs au groupe chinois TCL, processus engagé dès 2004, et ses activités tubes cathodiques au groupe indien Videocon. Ses activités audio/vidéo et accessoires ont été cédées en 2007. En 2006, le groupe Thomson rachète Thales Broadcast and Multimedia et Nextamp, une start-up spécialisée dans le tatouage numérique. En 2007, Thomson ferme les activités Solutions Silicium. En novembre 2008, le groupe décide de fermer ses activités de téléphonie résidentielle en Amérique du Nord.

### Technicolor

Logo de Technicolor.

Fin janvier 2009, Frédéric Rose annonce au Figaro sa volonté de vendre des actifs non stratégiques, comme l'activité Grass Valley (en), PRN consacrée aux réseaux de diffusion de publicité dans la grande distribution, et Screenvision, l'activité de téléphonie résidentielle.
En avril 2009, certaines analyses font état d'un possible dépôt de bilan devant les difficultés que l'entreprise rencontre à négocier sa dette avec certains de ses créanciers. En juillet, un accord avec les principaux créanciers, en vue de la recapitalisation du groupe, intervient et les perspectives de dépôt de bilan semblent s'éloigner. Le 30 novembre, Thomson entend conclure la restructuration de sa dette d’ici février 2010 grâce à une procédure de sauvegardequi est acceptée le 7 décembre, et rendu publique le 9 décembre qui opte pour une procédure de sauvegarde afin de renégocier la dette plus tranquillement. Ce plan est approuvé le 21 décembre par le Comité des Fournisseurs et le Comité des créanciers bancaires et le 22 décembre par l’ensemble des Comités de créanciers. Fin 2009, l'activité européenne de téléphonie résidentielle est cédée sous forme d'un MBO à ATLINKS Group, soutenu par le fonds Verdoso Industries.
En 2010, après 10 mois de discussions avec ses créanciers, le directeur général, Frédéric Rose, provoque une assemblée générale mixte des actionnaires de la société Thomson, le mercredi 27 janvier 2010 qui outre la restructuration financière propose dans la 16e résolution une nouvelle dénomination. Thomson devenant Technicolor sans changement de la gouvernance d'entreprise.
En 2012, Ericsson acquiert la branche de service de diffusion TNSF. Cette activité avait été acquise par Thomson-Technicolor auprès de VCF. En octobre 2012, Thomson Angers SAS est mis en liquidation judiciaire, il fabriquait des décodeurs de type modem-routeur ADSL ou des décodeurs de télévision Internet pour les opérateurs de télécommunication. 351 salariés perdent leur emploi. Il s'agit de la fermeture du dernier site de production en Europe de Technicolor, une usine créée en 1957. Courant 2012, l'activité SmartVision (IPTV) est cédée à la société Devoteam qui l'intègre à sa division Telecom & Media rachetée ensuite par le groupe Ericsson. Le 21 janvier 2013, l'activité Cirpack (VoIP) est vendue à un fonds d'investissement The Martland Group. En 2014, l'entreprise Technicolor dépose 745 brevets dans le domaine du son et de l'image. Le 10 juin de la même année, Technicolor annonce l'acquisition de Mr. X Inc, l'un des principaux studio d'effets visuels basé à Toronto.
Le 25 février 2015, le groupe annonce l'acquisition du studio d'animation indépendant OuiDo! Productions. Le 8 avril 2015, Technicolor réalise l'acquisition de Mikros Image. En juillet 2015, Technicolor acquiert pour 550 millions d'euros les activités de Cisco dans les équipements de maisons audiovisuels. En septembre 2015, Technicolor acquiert l'entreprise britannique The Mill, spécialisée dans les effets spéciaux pour la publicité, pour 259 millions d'euros.
Début juillet 2020, un plan social prend forme chez Technicolor : 110 postes devraient être supprimés sur le site de Rennes avant la fin de l'année 2020, sur un effectif qui comprend 283 salariés. Une décision qui provoque la colère des salariés qui avaient déjà accepté des baisses de rémunération lors de la crise due à la pandémie de Covid-19.
Le 18 novembre 2020, un plan social est signé par les syndicats représentants de salariés et la direction. L'accord prévoit la suppression de 35 % des effectifs du site de Cesson-Sévigné, soit 102 postes sur 286. Les activités de recherche et de développement seront délocalisées en Inde.

### Restructuration
À la suite de la nomination de Richard Moat comme directeur général en novembre 2019, Technicolor s'engage dans une restructuration à partir de juillet 2020.
En janvier 2021, la filiale de postproduction de Technicolor est vendue à la société Streamland Media basée à Los Angeles. La vente entre dans le cadre d'une décision stratégique de se concentrer sur les effets spéciaux et l'animation pour le cinéma, la publicité, le jeu vidéo et l'événementiel. À la suite de la restructuration, Technicolor rapporte un « troisième trimestre positif en 2021, et une amélioration significative de la profitabilité malgré les difficultés posées par la pénurie de composants touchant à la fois les divisions Connected Home et Technicolor Creative Studios. » En mai 2021, Technicolor lance Technicolor Creative Studios, la marque ombrelle rassemblant ses différents studios créatifs. La division comprend les studios The Mill, Moving Picture Company, le studio français Mikros Animation et Mr. X. Christian Roberton, Président de Technicolor Creative Studios, annonce le recrutement de 4 000 artistes spécialisés dans les effets visuels.
En janvier 2022, The Mill fusionne avec MPC Advertising pour créer un réseau de studios mondial dédié à la réalisation d'effets visuels et d'expériences immersives pour la publicité, sous la marque The Mill. Le même mois, Technicolor Creative Studios annonce la fusion de MPC Film, MPC Episodic and Mr. X sous la marque Moving Picture Company (MPC), formant ainsi un groupe international de 5 000 employés répartis entre Londres, Los Angeles, Toronto, Montréal, Adelaide, Bangalore et Bombay. Le 24 février 2022, lors de ses résultats annuels, Technicolor annonce que la division Technicolor Creative Studios deviendra une entreprise à part entière, cotée sur Euronext. Technicolor SA conservera 35 % du capital de la nouvelle entité. Par ailleurs, les trois divisions sont désormais rentables et 67 % des commandes prévues pour 2022 sont déjà remplies pour Technicolor Creative Studios au premier trimestre.

### Renommage en Vantiva et suites
En février 2022, Technicolor annonce le spin-off de sa division Technicolor Creative Studios en une entité indépendante qui sera cotée sur Euronext Paris. Technicolor SA devait conserver 35 % du capital de la nouvelle société. Technicolor annonce également dans ses résultats annuels que les trois divisions du groupe étaient rentables et que les deux tiers du pipeline 2022 étaient déjà réservés pour Technicolor Creative Studios, ce qui témoigne du dynamisme du secteur cinématographique alimenté par la demande des services de streaming. Le spin-off de Technicolor Creative Studios a été finalisée le 27 septembre 2022 et, le même jour, Technicolor annonce que les unités de maison et l'ensemble de l'entreprise l'entreprise, changeraient de nom pour devenir Vantiva. En novembre 2022, Vantiva détient toujours 35 % de TCS, mais opère en tant qu'entité indépendante de Vantiva.
En octobre 2023, Vantiva annonce son intention d'acquérir la division Home Networks de CommScope en échange d'une participation de 25 % dans Vantiva.
Le 2 janvier 2024, Vantiva finalise l'acquisition de la division Home Networks de CommScope, processus initié le 3 octobre 2023. L'intégration de Home Networks renforce la position de Vantiva en tant que leader mondial sur le marché de la maison connectée.
En avril 2025, Vantiva a annoncé la vente de sa division Supply Chain Solutions, un leader mondialement reconnu dans la fabrication de précision, la distribution et les solutions de chaîne d’approvisionnement pour les secteurs des médias & divertissement et des biens de consommation, à des fonds gérés par la société de capital-investissement Variant Equity.
Vantiva est désormais organisé en trois divisions : 
- Connected Home fabrique des modems haut débit et des décodeurs Android TV.

- HomeSight propose des solutions qui soutiennent les prestataires de soins à domicile et de santé à domicile, en leur permettant d’offrir des soins personnalisés, préventifs et économiques à distance, directement au domicile de leurs clients.
- Smart Spaces fournit des systèmes de surveillance pour les installations de self-stockage.

Vantiva a acquis Home Networks de CommScope le 2 janvier 2024  et a cédé sa division Supply Chain Solutions en avril 2025.

## Activités

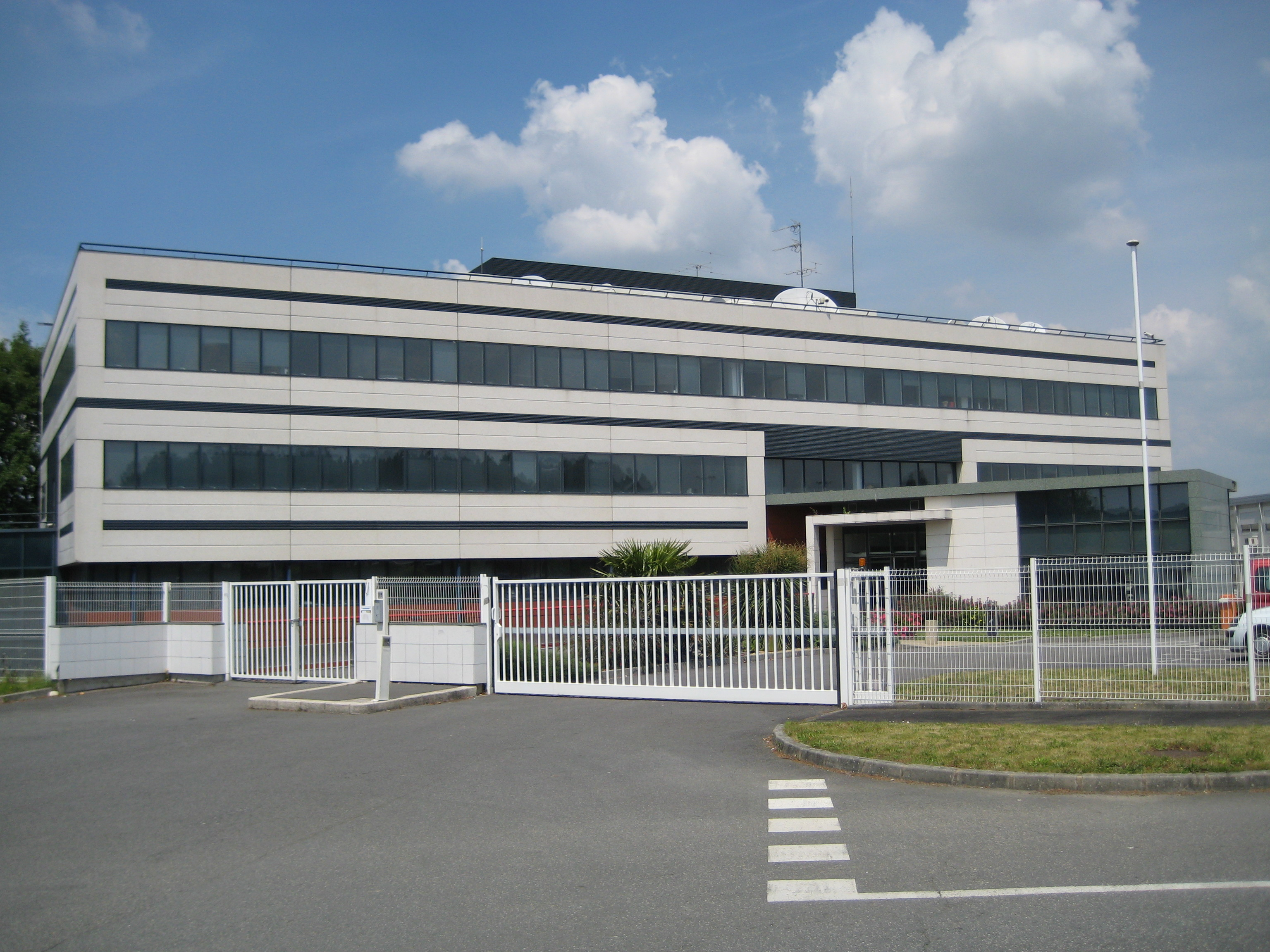
Thomson R & D, Cesson-Sévigné.

### Organisation actuelle

#### Connected Home
Connected Home est la division de Vantiva spécialisée dans la conception et la fabrication de modems haut débit et de box Android TV. En septembre 2020, Vantiva détient la plus grande part de marché (en dehors de la Chine) dans le domaine des modems haut débit.
Smart Spaces
Smart Spaces fournit des solutions IdO de pointe pour les entreprises commerciales. La sous-division de Smart Spaces, Smart Storage, permet aux installations de self-stockage de se convertir en locaux hyperconnectés qui permettent une surveillance en temps réel des conditions physiques et environnementales et une gestion à distance à la fois par les gestionnaires sur et hors site et par ses clients.
HomeSight®
HomeSight est une plateforme de soins connectés développée par Vantiva pour aider les personnes âgées à vivre de manière autonome tout en restant en contact avec leurs aidants, leur famille et les professionnels de santé. Utilisant la télévision comme interface principale, la solution propose des appels vidéo, le partage de photos, des rappels de santé et un accès à des communautés virtuelles.
Le système intègre également des capteurs environnementaux et des dispositifs médicaux connectés pour surveiller l’activité quotidienne et le bien-être, fournissant des données en temps réel permettant de personnaliser les soins.

### Avant 2010
Thomson est le fruit de la consolidation d'un certain nombre d'activités issues de sociétés importantes : Thomson elle-même, Technicolor, Grass Valley, DSL Alcatel, Atlinks, Thales Broadcast and Multimedia, Cirpack et Inventel. Le groupe Thomson sort des activités de l'électronique grand public, après plusieurs cessions de ces activités dans les années 2000. L'activité principale de Thomson est désormais de concevoir et fabriquer les systèmes nécessaires à la création, la diffusion, et la sécurité des contenus audiovisuels des acteurs des médias et du divertissement.
En 2007, Thomson réalise environ 95 % de son chiffre d'affaires dans ses activités Broadcast and Multimedia. Dans le cadre de ces activités, il vend des équipements, des produits, des systèmes et des services pour les métiers de l'audio-visuel.
Le groupe s'organise autour de 3 divisions opérationnelles + 2 autres segments :
- Technicolor : 2 055 millions d'euros soit 43 % du chiffre d'affaires net consolidé du groupe.
- Thomson Grass Valley : 2 381 millions d'euros soit 49 % du chiffre d'affaires net consolidé du groupe.
- Technologie : 392 millions d'euros soit 8 % du chiffre d'affaires net consolidé du groupe.
- Fonctions centrales du groupe : 4 millions d'euros de chiffre d'affaires.
- Autres activités : 8 millions d'euros de chiffre d'affaires.

## Clients et utilisateurs
Les diffuseurs et les transporteurs de contenus : Vantiva fournit, par exemple, aux câblo-opérateurs, ainsi qu'à tous les opérateurs capables de diffuser du contenu audiovisuel, des modems haut débit et box Android TV à destination des particuliers. Le groupe Thomson s'engage après un accord à densifier les équipements de la Radiodiffusion télévision ivoirienne (équipement, satellite, numérique, qualité d'image…).

## Résultats financiers
En 2020, Technicolor dépasse ses objectifs de profitabilité en dépit des difficultés causées par la pandémie de COVID-19. Cette résilience est due à la forte demande pour les équipements WiFi de la division Connected Home, en particulier en Amérique du Nord.
| Années                    | 2013  | 2014  | 2015  | 2016  | 2017  | 2018  | 2019  | 2020  | 2021  |
| ------------------------- | ----- | ----- | ----- | ----- | ----- | ----- | ----- | ----- | ----- |
| Chiffre d'affaires        | 3 362 | 3 332 | 3 652 | 4 628 | 4 231 | 3 988 | 3 800 | 3 006 | 2 898 |
| BAIIA en millions d'euros | NC    | NC    | NC    | 359   | 291   | 266   | 324   | 167   | 268   |
| Résultat opérationnel     | −111  | 137   | 121   | −106  | −219  | −224  | −208  | −193  | −121  |

### Actionnariat
| Nom                               | Actions    | %     |
| --------------------------------- | ---------- | ----- |
| Rwc Asset Management              | 42 000 000 | 10,1% |
| Oppenheimer Funds                 | 29 700 924 | 7,17% |
| Jo Hambro Capital Management      | 25 047 689 | 6,04% |
| Kinney Asset Management           | 22 928 815 | 5,53% |
| Bpifrance Participations          | 21 853 869 | 5,27% |
| Dnca Finance                      | 21 489 718 | 5,19% |
| Cisco Systems                     | 20 440 793 | 4,93% |
| Sycomore Asset Management         | 20 289 777 | 4,90% |
| Syz Asset Management              | 14 023 565 | 3,38% |
| Caisse Des Dépôts & Consignations | 11 129 059 | 2,69% |

## Direction
Le directeur général est Luis Martinez-Amago. Il anime le comité exécutif et rend des comptes au conseil d'administration présidé par Richard Moat.

### Comité exécutif
- Tim O' Loughling - CEO
- Lars Ihlen - CFO

- Aline Bourcereau - Chief Compliance & Sustainability Officer

- Dan Zambrano - Chief Legal Officer

- Nicolas Calbrix - Head of Group Controlling

- Phil Baldock - Group Chief Operating Officer

- Olga Damiron - Chief People and Talent Officer

- Jean-François Fleury - Senior Vice President Connected Home, Global Supply Chain & Operations

- Ron Alterio - Senior Vice President, Connected Home, Engineering

- Ashwani Saigal - Senior Vice President Connected Home, Product Management

- Dirk Cosemans - Senior Vice President Connected Home, Customer Unit, Eurasia

- Steve Kaufman - Senior Vice President Connected Home, Customer Unit, Americas

- Navneeth Kannan - Senior Vice President, Diversification Solutions

### Conseil d'administration
Présidé par le président, le conseil d'administration définit les orientations stratégiques du groupe, contrôle les comptes et nomme les dirigeants. Il est assisté par trois comités : le comité d’audit, qui veille à la qualité des documents comptables et financiers ainsi qu’au respect des procédures de contrôle ; le comité nominations, rémunérations et gouvernance, qui se concentre sur le fonctionnement du conseil d’administration, la mise en œuvre des principes de gouvernement d'entreprise, la rémunération des cadres dirigeants et l’intéressement des salariés, et le comité technologique.
En Avril 2025, le conseil d’administration se composait de :
- Brian Shearer - Chairperson
- Tim O' Loughlin - CEO and Director
- CommScope Holding Company, Inc., Represented by Krista Bowen - Director
- Angelo Gordon & Co., L.P. represented by Nicola Mueller - Director

- Bpifrance Participations represented by Thierry Sommelet - Independant Director
- Laurence Lafont - Independent Director
- Tony Werner - Independent Director
- Katleen Vandeweyer - Independent Director
- Karine Brunet - Independent Director

- Thierry Amarger - Independent Directo

- Barclays Bank Ireland, represented by Shabab Ditta - Board Observer

## Partenaires sociaux
Les syndicats représentatifs au sein du groupe Technicolor en France sont les suivants : CFDT, CFE-CGC, SUD Industrie, UNSA. Ils sont par ailleurs organisés en intersyndicale au niveau du groupe. Un comité de groupe composé de membres nommés par les différentes organisations syndicales représentatives existe, ainsi qu'un comité d'entreprise européen.